# Павуколов короткохвостий
Павуколов короткохвостий (Arachnothera clarae) — вид горобцеподібних птахів родини нектаркових (Nectariniidae). Ендемік Філіппін.

## Підвиди
Виділяють чотири підвиди:
- A. c. luzonensis Alcasid & Gonzales, 1968 — острів Лусон;
- A. c. philippinensis (Steere, 1890) — острови Самар, Біліран і Лейте;
- A. c. clarae Blasius, W, 1890 — схід острова Мінданао;
- A. c. malindangensis Rand & Rabor, 1957 — захід острова Мінданао і острів Басілан.

## Поширення і екологія
Короткохвості павуколови є ендеміками Філіппін. Вони живуть у вологих рівнинних тропічних лісах, чагарникових заростях і на плантаціях. Зустрічаються на висоті до 1350 м над рівнем моря.